# كوروتشا

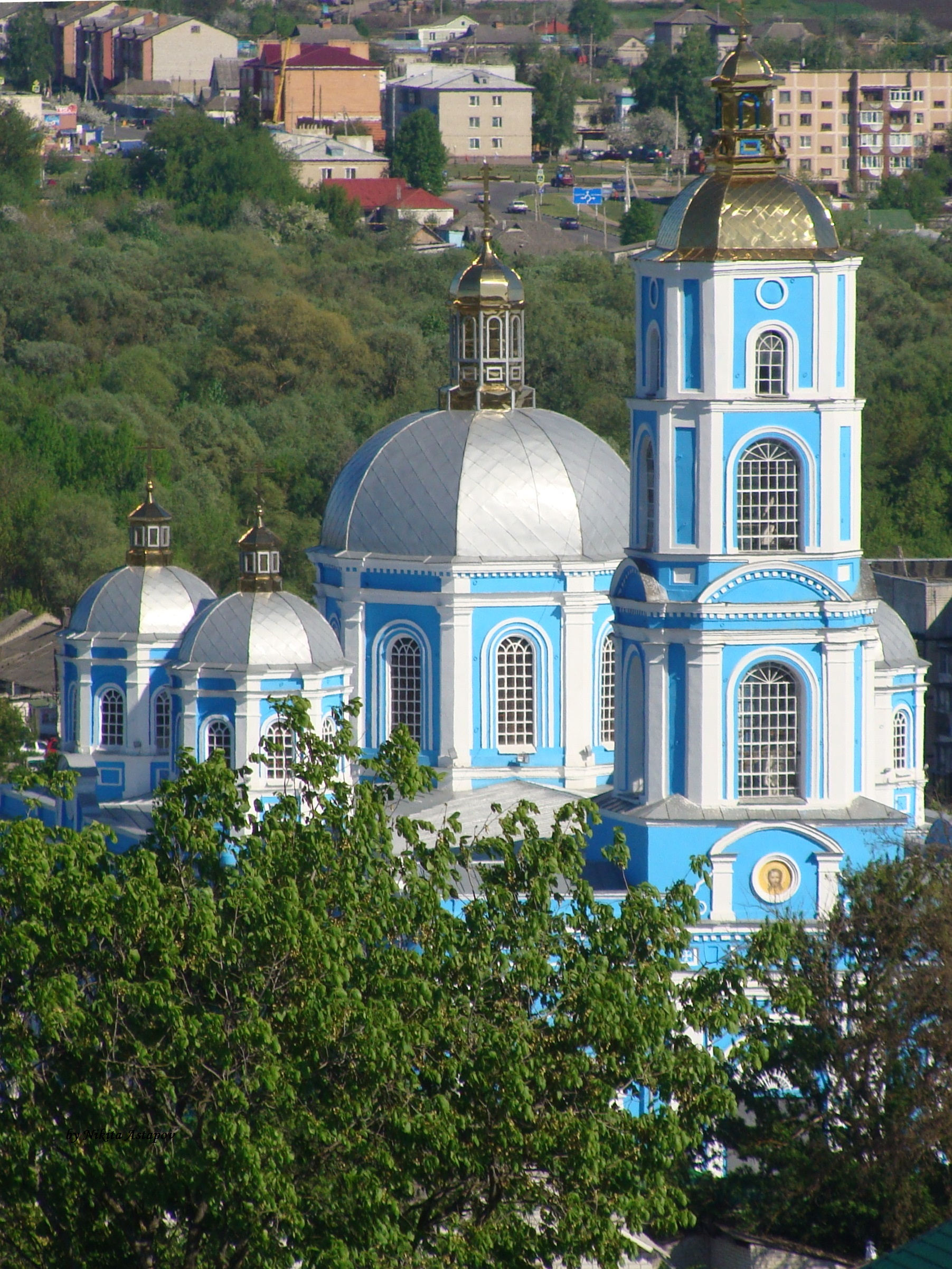

كوروتشا (بالروسية: Короча) هي إحدى مدن روسيا في الكيان الفدرالي الروسي بيلغورود أوبلاست.

## أعلام
- ألكسي بوجوريلوف